# Valentin Ursache
Valentin Niculae Ursache (Târgu Neamț, 8 dicembre 1985) è un rugbista a 15 rumeno, terza linea ala dell'Oyonnax.

## Biografia
Nato a Târgu Neamț, nella Moldavia rumena, Valentin Ursache proviene da una famiglia dedita all'agricoltura e iniziò per caso a giocare a rugby a 15 anni, quando un allenatore si rese conto del suo fisico (194 centimetri d'altezza).
A 16 anni si trasferì a Bucarest e quattro anni più tardi esordì nella prima squadra dello Steaua.
Esordiente in Nazionale nel 2005, prese parte alla Coppa del Mondo di rugby 2007 e nel 2010 fu contattato in Francia dal Pais d'Aix.
Nel 2012 si trasferì all'Oyonnax in Pro D2; con tale club conquistò nel 2013 la promozione in prima divisione, dove tuttora milita.
Nel 2015 ha preso parte alla Coppa del Mondo in Inghilterra, la sua terza.

## Palmarès
- Campionati rumeni: 1
Steaua: 2005-06
- Coppa di Romania di rugby a 15: 3
Steaua: 2005-06, 2006-07, 2008-09